# Iris DeMent

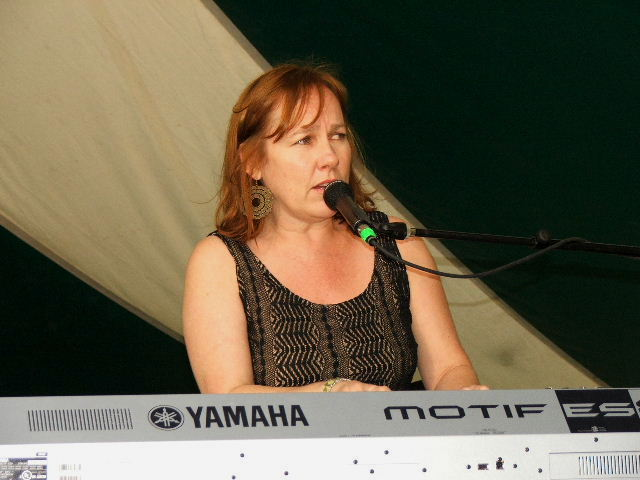
Iris DeMent.

Iris DeMent, född 5 januari 1961 i Paragould, Arkansas, är en amerikansk sångare och låtskrivare inom country, folkmusik, gospel och americana. Hon albumdebuterade 1992 med Infamous Angel och har totalt givit ut sex studioalbum. 1999 spelade hon in flera duetter tillsammans med John Prine på hans album In Spite of Ourseleves. Hon har Grammy-nominerades för två av sina album.

## Diskografi, album
- Infamous Angel, 1992
- My Life, 1993
- The Way I Should, 1996
- Lifeline, 2004
- Sing the Delta, 2012
- The Trackless Woods, 2016
- Workin’ On A World, 2023